# Corydoras mamore
Corydoras mamore es una especie de pez de la familia Callichthyidae en el orden de los Siluriformes.

## Distribución geográfica
Se encuentran en Sudamérica: Bolivia.